# Judas (televisieserie)
Judas is een Nederlandse televisieserie over het leven van Astrid Holleeder met haar broer Willem Holleeder. De serie is ontwikkeld door een samenwerking van RTL Nederland en Videoland en is gebaseerd op het gelijknamige boek van Astrid Holleeder.
De serie ging op 6 januari 2019 van start en werd wekelijks op zondag uitgezonden door RTL 4; op Videoland is sinds die datum de serie al in zijn geheel te zien. Seizoen 2 is sinds 10 november 2022 op Videoland te zien, de eerste aflevering werd op 26 december 2022 door RTL 4 uitgezonden als Videoland Preview.

## Verhaal

### Seizoen 1 (Judas)
Astrid Holleeder is de zus van crimineel Willem Holleeder. Wanneer Willem vrijkomt, besluit Astrid met haar zus Sonja Holleeder dat het genoeg is en besluiten ze in het geheim bewijs te verzamelen tegen hun broer om hem te verraden bij justitie.
Tevens komen er diverse flashbacks voorbij naar de moeilijke jeugd van Astrid en Willem met hun alcoholistische vader.

### Seizoen 2 (Dagboek van een Getuige)
Het proces van Willem Holleeder in de rechtbank begint. Astrid krijgt veel stress van de zaak. Aan het einde krijgt Holleeder een levenslange gevangenisstraf.

## Rolverdeling
| Acteur                    | Rol                                |
| ------------------------- | ---------------------------------- |
| Rifka Lodeizen            | Astrid Holleeder                   |
| Frieda Barnhard           | Astrid Holleeder (jong)            |
| Gijs Naber                | Willem Holleeder                   |
| Minne Koole               | Willem Holleeder (jong)            |
| Marit van Bohemen         | Sonja Holleeder                    |
| Roos Wiltink              | Sonja Holleeder (jong)             |
| Carry Tefsen              | Stien Leipoldt                     |
| Bianca Krijgsman          | Stien Leipoldt (jong)              |
| Kees Boot                 | Wim Holleeder Sr.                  |
| Rosa Reuten               | Sandra den Hartog                  |
| Bas Keijzer               | Cor van Hout                       |
| Tim Seumer                | Cor van Hout (jong)                |
| Mads Wittermans           | John Mieremet                      |
| Ronald Top (seizoen 1)    | Peter R. de Vries                  |
| Mark Rietman (seizoen 2)  | Peter R. de Vries                  |
| Jarett Da Chunha          | Michelle Dijkstra                  |
| Sandra Mattie             | Betty Wind                         |
| Peter van de Witte        | Jaap Witzenhausen                  |
| Melody Klaver (seizoen 2) | Victoria Witzenhausen (Miljuschka) |
| Kirsten Mulder            | Justine                            |
| Roos Drenth               | Pepi                               |
| Frans de Wit              | receptionist Hotel                 |
| Stilian Keli              | dreigende man 1 in Wasstraat       |
| Fabian Dhondt             | dreigende man 2 in Wasstraat       |
| Hilbert Dijkstra          | basketbaltrainer                   |
| Allard Geerlings          | huurmoordenaar                     |
| Casper Grimbrère          | John                               |
| Hugo Haenen               | docent                             |
| Mitchell Havelaar         | kickboxtrainer                     |
| Han Kerckhoffs            | rechter                            |
| Mark Kraan                | Wout Morra                         |
| Mike Libanon              | masseur                            |
| Ruben Lürsen              | makelaar                           |
| Dimme Treurniet           | rechercheur                        |
| Jorik Van Der Veen        | winkelverkoper                     |
| Marcel Ott                | ?                                  |
| Aus Greidanus sr.         | Frank Wieland                      |
| Ellen Goemans             | Margo Somsen                       |
| Gillis Biesheuvel         | Dennis                             |
| Eelco Smits               | Sander Janssen                     |
| Ad Knippels               | Lars Stempher                      |

## Afleveringenoverzicht

### Seizoen 1
| Aflevering | Titel      | Uitzenddatum       | Uitzenddatum      | Kijkcijfers |
| Aflevering | Titel      | Videoland (online) | RTL 4 (televisie) | Kijkcijfers |
| ---------- | ---------- | ------------------ | ----------------- | ----------- |
| 1          | Verraad    | 6 januari 2019     | 6 januari 2019    | 1.182.000   |
| 2          | Controle   | 6 januari 2019     | 13 januari 2019   | 1.037.000   |
| 3          | Respect    | 6 januari 2019     | 20 januari 2019   | 823.000     |
| 4          | Familie    | 6 januari 2019     | 27 januari 2019   | 831.000     |
| 5          | Musketiers | 6 januari 2019     | 3 februari 2019   | 706.000     |
| 6          | Gevangen   | 6 januari 2019     | 10 februari 2019  | 750.000     |

### Seizoen 2
| Aflevering | Titel           | Uitzenddatum       | Uitzenddatum      | Kijkcijfers |
| Aflevering | Titel           | Videoland (online) | RTL 4 (televisie) | Kijkcijfers |
| ---------- | --------------- | ------------------ | ----------------- | ----------- |
| 1          | Monster         | 10 november 2022   | 26 december 2022  | 126.000     |
| 2          | Vieze Hond      | 10 november 2022   | n.v.t.            | n.v.t.      |
| 3          | Nieuwe Vrienden | 10 november 2022   | n.v.t.            | n.v.t.      |
| 4          | Hitman          | 10 november 2022   | n.v.t.            | n.v.t.      |
| 5          | Slapen          | 10 november 2022   | n.v.t.            | n.v.t.      |

## Trivia
- In de uitzending van 4 januari 2019 van RTL Boulevard was Peter R. de Vries te gast en vertelde hij dat sommige gebeurtenissen anders verlopen zijn dan in de serie. Hier bedoelt hij mee dat situaties aangedikt worden: in het echt maakte Willem Holleeder met zijn vingers het gebaar van een pistool om te dreigen, in de serie pakte hij een echt pistool.
- In de serie wordt ook Astrid Holleeders dochter Miljuschka Witzenhausen nagespeeld; echter in de serie verschijnt zij onder de naam Victoria Witzenhausen. De makers hebben hiervoor gekozen nadat Witzenhausen dit hun had gevraagd; dit omdat ze zoveel mogelijk afstand wil houden tussen haar en haar oom, Willem Holleeder.[3]
- Crimineel Willem Holleeder, over wie de serie gaat, maakte bekend dat hij de serie vanuit zijn cel keek. Hij stelde dat de serie alleen maar gaat over hoe slim zijn zus is, dat het verhaal niet klopt en dat hij halverwege het kijken in slaap viel.[4]